# Ginástica rítmica nos Jogos Pan-Americanos de 2023 - 5 arcos
A prova dos 5 arcos da ginástica rítmica nos Jogos Pan-Americanos de 2023 foi disputado em 1 e 3 de novembro de 2023 no Centro de Esportes Coletivos, localizado no cluster do Estádio Nacional. Um total de 35 ginastas de sete Comitês Olímpicos Nacionais (CON) participaram da competição.

## Calendário
Horário local (UTC−3).
| Data          | Hora  | Fase         |
| ------------- | ----- | ------------ |
| 1 de novembro | 18:30 | Qualificação |
| 3 de novembro | 18:00 | Final        |

## Medalhistas
|  | BRA Brasil                                                                         |  | MEX México                                                              |  | USA Estados Unidos                                                              |
|  | Bárbara Urquiza Victória Borges Gabriella Coradine Giovanna Oliveira Nicole Pircio |  | Julia Gutiérrez Ana Flores Kimberly Salazar Adirem Tejeda Dalia Alcocer |  | Isabelle Connor Gergana Petkova Katrine Sakhnov Karolina Saverino Hana Starkman |

## Resultados

### Qualificação
As sete equipes participantes se classificaram para a final.
| Pos. | Equipe                                                                                                   | Nota E | Nota A | Nota D | Pen. | Total  | Notas |
| ---- | --- | ------ | ------ | ------ | ---- | ------ | ----- |
| 1    | BRA Brasil Bárbara Urquiza Victória Borges Gabriella Coradine Giovanna Oliveira Nicole Pircio            | 7.200  | 8.200  | 20.0   |      | 35.400 | Q     |
| 2    | MEX México Julia Gutiérrez Ana Flores Kimberly Salazar Adirem Tejeda Dalia Alcocer                       | 7.550  | 7.900  | 18.7   |      | 34.150 | Q     |
| 3    | USA Estados Unidos Isabelle Connor Gergana Petkova Katrine Sakhnov Karolina Saverino Hana Starkman       | 6.700  | 7.400  | 17.4   |      | 31.500 | Q     |
| 4    | CAN Canadá Katherina Bakhmutova Emily Huseynov Karina Kamenetsky Christina Savchenko Victoria Smolianova | 5.900  | 6.950  | 15.8   |      | 28.650 | Q     |
| 5    | CHI Chile Anneli Sepúlveda Martina Espejo Josefina Romero Isabel Lozano Annabela Ley                     | 6.050  | 6.600  | 14.0   |      | 28.650 | Q     |
| 6    | VEN Venezuela María Domínguez Rocelyn Palencia Yelbery Rodríguez Gabriela Rodríguez Isabella Bellizzio   | 5.500  | 6.450  | 14.7   |      | 26.650 | Q     |
| 7    | COL Colômbia Kizzy Rivas Natalia Jiménez Karen Duarte Laura Patiño Adriana Mantilla                      | 5.800  | 6.650  | 13.8   |      | 26.250 | Q     |

### Final
As equipes realizaram uma única rotina, com as melhores pontuações definindo as medalhistas.
| Pos.              | Equipe                                                                                                   | Nota E | Nota A | Nota D | Pen. | Total  |
| ----------------- | --- | ------ | ------ | ------ | ---- | ------ |
| Medalha de ouro   | BRA Brasil Bárbara Urquiza Victória Borges Gabriella Coradine Giovanna Oliveira Nicole Pircio            | 7.450  | 8.150  | 20.3   | 0.05 | 35.850 |
| Medalha de prata  | MEX México Julia Gutiérrez Ana Flores Kimberly Salazar Adirem Tejeda Dalia Alcocer                       | 7.600  | 7.800  | 18.8   | 0.05 | 34.150 |
| Medalha de bronze | USA Estados Unidos Isabelle Connor Gergana Petkova Katrine Sakhnov Karolina Saverino Hana Starkman       | 6.700  | 7.300  | 16.7   |      | 30.700 |
| 4                 | CAN Canadá Katherina Bakhmutova Emily Huseynov Karina Kamenetsky Christina Savchenko Victoria Smolianova | 4.700  | 6.650  | 14.3   | 0.30 | 25.350 |
| 5                 | COL Colômbia Kizzy Rivas Natalia Jiménez Karen Duarte Laura Patiño Adriana Mantilla                      | 4.800  | 6.800  | 13.1   | 0.60 | 24.100 |
| 6                 | VEN Venezuela María Domínguez Rocelyn Palencia Yelbery Rodríguez Gabriela Rodríguez Isabella Bellizzio   | 3.400  | 6.250  | 13.6   |      | 23.250 |
| 7                 | CHI Chile Anneli Sepúlveda Martina Espejo Josefina Romero Isabel Lozano Annabela Ley                     | 5.150  | 6.350  | 11.8   | 0.60 | 28.650 |